# Sele (Kampanien)
Die Sele (früher auch Silarus genannt) ist ein Fluss in Südwestitalien.

## Geografie
Die Sele entspringt in Monte Paflagone in der Stadt Caposele im Süden Italiens. Caposele liegt in der Provinz Avellino. Der weitere Verlauf führt hauptsächlich durch Kampanien, bis der Fluss am Ende bei Paestum ins Mittelmeer, genauer gesagt ins Tyrrhenische Meer mündet.

## Hydrologie
Das Wasser der Sele kommt zum einen aus der Quelle Monte Paflagone. Des Weiteren fließt der Tanagro, der das Vallo di Diano entwässert, sowie der Calore Lucano, der im nördlichen Teil des Nationalpark Cilento und Vallo di Diano entspringt, in die Sele. Die durchschnittliche Wassermenge des Flusses beträgt 69 m³ pro Sekunde.

## Geschichte
Der Fluss Sele wurde in der Antike Silarus genannt. Im Römischen Reich war der Fluss ein wichtiger Transportfluss. Zu trauriger Berühmtheit kam der Silarus im Punischen Krieg wegen der Schlacht am Silarus. Später im Spartacusaufstand fiel Spartacus in der Feldschlacht in Lukanien gegen die Römer.